# W3C Markup Validation Service
W3C Markup Validation Service – darmowa usługa udostępniana przez W3C. Pozwala sprawdzić zgodność dokumentu HTML ze standardami HTML lub XHTML, a także umożliwia autorom strony internetowej znalezienie błędów.

## Historia
The Markup Validation Service początkowo nazywał się The Kinder, Gentler HTML Validator został utworzony przez Geralda Oskoboiny'ego. Został rozwinięty do bardziej intuicyjnej wersji HTML napisanej przez Dana Connolly'ego i Marka Gaithera. Projekt został upubliczniony 13 lipca 1994.